# Louis Seigner

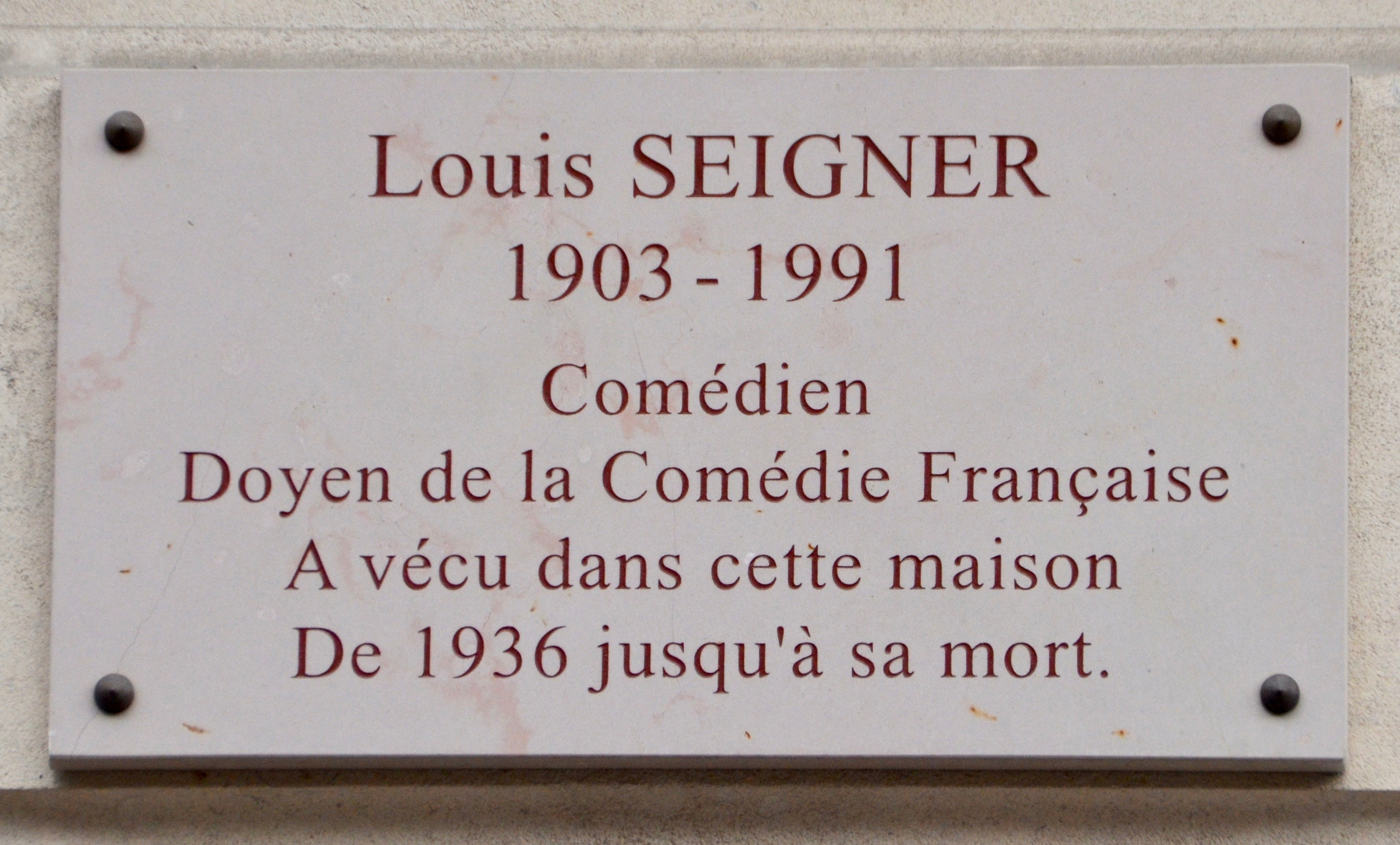
Targa in memoria di Louis Seigner sull'edificio parigino di rue Pierre et Marie Curie dove morì

Louis Seigner (Saint-Chef, 23 giugno 1903 – Parigi, 20 gennaio 1991) è stato un attore francese.

## Biografia
Appassionato fin dall'infanzia di cinema, si formò prima a Lione, dove visse le prime esperienze artistiche, poi a Parigi, dove frequentò il  Conservatoire national supérieur d'art dramatique, e seguì i corsi di Firmin Gémier. Durante quegli anni conobbe la futura moglie Marie Cazeaux. 
Nella sua carriera partecipò a più di 150 film e a 200 opere teatrali. 
Morì il 20 gennaio 1991, nell'incendio del suo appartamento parigino, all'età di 87 anni. Era padre dell'attrice Françoise Seigner e nonno delle attrici Emmanuelle Seigner, Mathilde Seigner e Marie-Amélie Seigner.

## Filmografia
- Une histoire entre mille, regia di Max de Rieux (1931)
- Chotard et Cie, regia di Jean Renoir (1933)
- Les Deux Mousquetaires de Nini, regia di Max de Rieux (1934)
- Le Commissaire est bon enfant, le gendarme est sans pitié, regia di Jacques Becker e Pierre Prévert - cortometraggio (1934)
- Alerte en Méditerranée, regia di Léo Joannon (1938)
- Entente cordiale, regia di Marcel L'Herbier (1939)
- Nous les gosses, regia di Louis Daquin (1941)
- Le Briseur de chaînes, regia di Jacques Daniel-Norman (1941)
- Delirio d'amore (La Symphonie fantastique), regia di Christian-Jaque (1942)
- La Loi du printemps, regia di Jacques Daniel-Norman (1942)
- Le Mariage de Chiffon, regia di Claude Autant-Lara (1942)
- Défense d'aimer, regia di Richard Pottier (1942)
- Il viaggiatore d'Ognissanti (Le Voyageur de la Toussaint), regia di Louis Daquin (1943)
- La casa degli incubi (Goupi mains rouges), regia di Jacques Becker (1943)
- Des jeunes filles dans la nuit, regia di René Le Hénaff (1943)
- La conversa di Belfort (Les Anges du péché), regia di Robert Bresson (1943)
- Les Roquevillard, regia di Jean Dréville (1943)
- Le Secret de madame Clapain, regia di André Berthomieu (1943)
- Il corvo (Le Corbeau), regia di Henri-Georges Clouzot (1943)
- Il forzato di Rochefort (Vautrin), regia di Pierre Billon (1943)
- Il vero amore (Lucrèce), regia di Léo Joannon (1943)
- Premier de cordée, regia di Louis Daquin (1944)
- Turno di notte (Service de nuit), regia di Jean Faurez (1944)
- Le Jugement dernier, regia di René Chanas (1945)
- Jericho (Jéricho), regia di Henri Calef (1946)
- Nathalie (L'Homme au chapeau rond) di Pierre Billon (1946)
- Una donna ha tradito (Patrie), regia di Louis Daquin (1946)
- Lo spettro del passato (Un revenant), regia di Christian-Jaque (1946)
- Rapsodia d'amore (Rêves d'amour), regia di Christian Stengel (1947)
- I ribelli della Vandea (Les Chouans), regia di Henri Calef (1947)
- La Femme en rouge, regia di Louis Cuny (1947)
- La Certosa di Parma (La Chartreuse de Parme), regia di Christian-Jaque (1948)
- Les Frères Bouquinquant, regia di Louis Daquin (1948)
- La Carcasse et le Tord-cou, regia di René Chanas (1948)
- Il colonnello Durand (Le Colonel Durand), regia di René Chanas (1948)
- Il grande vessillo (D'homme à hommes), regia di Christian-Jaque (1948)
- Vire-vent, regia di Jean Faurez (1949)
- Le sedicenni (Rendez-vous de juillet), regia di Jacques Becker (1949)
- Maya, regia di Raymond Bernard (1949)
- Singoalla, il mio amore è il vento (Singoalla), regia di Christian-Jaque (1949)
- La vergine scaltra (La Marie du port), regia di Marcel Carné (1950)
- Un marito per mia madre (Miquette et sa mère), regia di Henri-Georges Clouzot (1950)
- Un certain monsieur, regia di Yves Ciampi (1950)
- Tête blonde, regia di Maurice Cam (1950)
- L'uomo della Giamaica (L'Homme de la Jamaïque), regia di Maurice de Canonge (1950)
- Monsieur Octave, regia di Maurice Boutel (1951)
- Maître après Dieu, regia di Louis Daquin (1951)
- L'Enfant des neiges, regia di Albert Guyot (1951)
- Dakota 308, regia di Jacques Daniel-Norman (1951)
- Le Cas du docteur Galloy, regia di Maurice Boutel (come Maurice Téboul) (1951)
- Clara de Montargis, regia di Henri Decoin (1951)
- I nottambuli (Boîte de nuit ), regia di Alfred Rode (1951)
- Coq en pâte, regia di Charles-Félix Tavano (1951)
- La Plus Belle Fille du monde, regia di Christian Stengel (1951)
- Le Dindon, regia di Claude Barma (1951)
- Il piacere (Le Plaisir), regia di Max Ophüls (1952)
- I sette peccati capitali (Les Sept Pechés capitaux), regia di Claude Autant-Lara - episodio (1952)
- Siamo tutti assassini (Nous sommes tous des assassins), regia di André Cayatte (1952)
- Seuls au monde, regia di René Chanas (1952)
- La strega del Rodano (Le Jugement de Dieu), regia di Raymond Bernard (1952)
- Quando le donne amano (Adorables Créatures), regia di Christian-Jaque (1952)
- Son dernier Noël, regia di Jacques Daniel-Norman (1952)
- Henriette (La Fête à Henriette), regia di Julien Duvivier (1952)
- I denti lunghi (Les Dents longues), regia di Daniel Gélin (1953)
- Gli amanti di mezzanotte (Les Amants de minuit), regia di Roger Richebé (1953)
- Kœnigsmark, regia di Solange Térac (1953)
- Gli amori finiscono all'alba (Les Amours finissent à l'aube), regia di Henri Calef (1953)
- Minuit... Quai de Bercy, regia di Christian Stengel (1953)
- Schiavitù (L'Esclave), regia di Yves Ciampi (1953)
- Lucrezia Borgia, regia di Christian-Jaque (1953)
- Il nemico pubblico n. 1 (L'Ennemi public numéro un), regia di Henri Verneuil (1953)
- Adrienne Mesurat, regia di Marcel L'Herbier - film tv (1953)
- Gli amori di Manon Lescaut, regia di Mario Costa (1954)
- Le Comte de Monte-Cristo, regia di Robert Vernay (1954)
- Zoé, regia di Charles Brabant (1954)
- Versailles (Si Versailles m'était conté), regia di Sacha Guitry (1954)
- Domanda di grazia (Obsession), regia di Jean Delannoy (1954)
- La bella Otero (La Belle Otero), regia di Richard Pottier (1954)
- La Rue des bouches peintes, regia di Robert Vernay (1955)
- Le notti di Montmartre (Les Nuits de Montmartre), regia di Pierre Franchi (1955)
- Les Premiers Outrages, regia di Jean Gourguet (1955)
- La primula azzurra dei bassifondi di Parigi (Milord l'Arsouille), regia di André Haguet  (1955)
- Margherita della notte (Marguerite de la nuit), regia di Claude Autant-Lara  (1955)
- Ragazze d'oggi, regia di Luigi Zampa (1955)
- Paris, Palace Hôtel, regia di Henri Verneuil (1956)
- Miss Catastrophe, regia di Dimitri Kirsanoff (1957)
- Il grande bluff (Le Grand Bluff), regia di Patrice Dally (1957)
- Quelle sacrée soirée o Nuit blanche et rouge à lèvres, regia di Robert Vernay (1957)
- Bartleby l'écrivain, regia di Claude Barma - film tv (1957)
- Le spie (Les Espions), regia di Henri-Georges Clouzot (1957)
- Nathalie, regia di Christian-Jaque (1957)
- Ho giurato di ucciderti (La venganza), regia di Juan Antonio Bardem (1958)
- Le grandi famiglie (Les Grandes Familles), regia di Denys de La Patellière (1958)
- Le Bourgeois gentilhomme, regia di Jean Meyer (1958)
- La strada della violenza (Les Jeux dangereux), regia di Pierre Chenal (1958)
- La legge mi incolpa (Quai des illusions), regia di Émile Couzinet (1959)
- Le Malade imaginaire, regia di Claude Dagues - film tv (1959)
- Les Affreux, regia di Marc Allégret (1959)
- Il magistrato, regia di Luigi Zampa (1959)
- Mio figlio (Rue des Prairies), regia di Denys de La Patellière (1959)
- Le Mariage de Figaro, regia di Jean Meyer (1959)
- Les Yeux de l'amour, regia di Denys de La Patellière (1959)
- Minorenni bruciate (Détournement de mineures), regia di Walter Kapps (1959)
- I cosacchi, regia di Giorgio Rivalta (Giorgio Venturini) e Viktor Turžanskij (1960)
- Les Frangines, regia di Jean Gourguet (1960)
- À pleines mains, regia di Maurice Regamey (1960)
- Il barone (Le Baron de l'écluse), regia di Jean Delannoy (1960)
- Le Panier à crabes, regia di Joseph Lisbona (1960)
- Le Barbier de Séville ou La Précaution inutile
- La verità (La Vérité), regia di Henri-Georges Clouzot (1960)
- Il presidente (Le Président), regia di Henri Verneuil (1961)
- L'eclisse, regia di Michelangelo Antonioni (1962)
- Ascensore di lusso (Le Petit Garçon de l'ascenseur), regia di Pierre Granier-Deferre (1962)
- Vento caldo di battaglia (Carillons sans joie), regia di Charles Brabant (1962)
- Al otro lado de la ciudad, regia di Alfonso Balcázar (1962)
- Le massaggiatrici, regia di Lucio Fulci (1962)
- Le amicizie particolari (Les Amitiés particulières), regia di Jean Delannoy (1964)
- L'angelica avventuriera - Sole nero (Soleil noir), regia di Denys de La Patellière (1966)
- La fredda alba del commissario Joss (Le Pacha), regia di Georges Lautner (1968)
- Prêtres interdits, regia di Denys de La Patellière (1973)
- L'arrivista (La Race des seigneurs), regia di Pierre Granier-Deferre (1974)
- L'affare della Sezione Speciale (Section spéciale), regia di Costa-Gavras (1975)
- 005 matti: da Hong-Kong con furore (Bons baisers de Hong-Kong), regia di Yvan Chiffre (1975)
- Mr. Klein (Monsieur Klein), regia di Joseph Losey (1976)
- Asphalte, regia di Denis Amar (1981)
- I miserabili (Les Misérables), regia di Robert Hossein (1982)

### Film o documentari dove appare Louis Seigner
- Napoléon Bonaparte, empereur des Français, regia di Jean Tedesco - voce narrante (1951)

## Doppiatori italiani
- Mario Besesti in I sette peccati capitali, Gli amori di Manon Lescaut, Ragazze d'oggi
- Giorgio Capecchi in Nathalie (1957), Il barone
- Carlo Romano in La Certosa di Parma
- Augusto Marcacci in Il magistrato
- Luigi Pavese in I cosacchi
- Arturo Dominici in La verità
- Amilcare Pettinelli in Turno di notte
- Diego Michelotti in Il corvo (ridoppiaggio)